# Akiko Kono
Akiko Kono (Fukuoka, 5 settembre 1989) è una pallavolista giapponese.
Gioca nel ruolo di centrale nelle Okayama Seagulls.

## Carriera
La carriera di Akiko Kono inizia a livello scolastico, con la formazione del Liceo Kyushubunka. Fa il suo esordio in V.Premier League nella stagione 2008-09, vestendo la maglia delle Pioneer Red Wings, club al quale resta legata per sei annate. Dopo la chiusura del club, nel campionato 2014-15 viene ingaggiata dalle Okayama Seagulls.